# Королівство Нова Зеландія
41°17′00″ пд. ш. 174°27′00″ сх. д. / 41.283333333333° пд. ш. 174.45° сх. д.
Королівство Нової Зеландії складається з усієї території в якій монарх Нової Зеландії виконує функції глави держави. Королівство Нової Зеландії не є федерацією; це конституційна концепція, що охоплює три автономні правові системи Нової Зеландії, Островів Кука та Ніуе. Це сукупність держав і територій, об’єднаних під керівництвом свого монарха. Нова Зеландія — незалежна і суверенна держава. Вона має одну антарктичну територіальну претензію (Територія Росса), одну залежну територію (Токелау) і дві асоційовані держави (Острови Кука та Ніуе).
Територія Росса не має постійних мешканців, тоді як Токелау, Острови Кука та Ніуе мають корінне населення. Організація Об'єднаних Націй офіційно класифікує Токелау як несамоврядну територію; Острови Кука та Ніуе мають внутрішнє самоврядування, а Нова Зеландія зберігає відповідальність за оборону та більшість зовнішніх справ. Генерал-губернатор Нової Зеландії представляє монарха по всій території Нової Зеландії, хоча на Островах Кука є додатковий представник королеви.

## Огляд
Монарх Нової Зеландії, представлений генерал-губернатором Нової Зеландії, є главою держави у всьому Королівстві Нової Зеландії. Монархія Нової Зеландії є унітарною в усіх юрисдикціях у правлінні.
Острови Тихого океану, Острови Кука та Ніуе, стали першими колоніями Нової Зеландії в 1901 році, а потім протекторатами. З 1965 року Острови Кука стали самоврядними, як і Ніуе з 1974 року. Токелау перейшов під контроль Нової Зеландії в 1925 році і залишається несамоврядною територією.
Залежність Росса охоплює цей сектор антарктичного континенту між 160° східної і 150° західної довготи разом з островами, що лежать між цими градусами довготи та на південь від 60° південної широти. Британський (імперський) уряд заволодів цією територією в 1923 році і доручив її управлінню Нової Зеландії.  Ні Росія, ні Сполучені Штати не визнають цю претензію, і це питання залишається невирішеним (разом з усіма іншими претензіями Антарктики) Договором про Антарктику, який служить здебільшого згладжувати ці розбіжності Район безлюдний, крім наукових баз.

Закон про громадянство Нової Зеландії однаково розглядає всі частини Королівства, тому більшість людей, які народилися в Новій Зеландії, на Островах Кука, Ніуе, Токелау та в регіоні Росс до 2006 року, є громадянами Нової Зеландії. Додаткові умови діють для народжених з 2006 року.

## Генерал-губернатор
Генерал-губернатор представляє главу держави — Чарльза III у якості короля Нової Зеландії — у регіоні королівства. По суті, генерал-губернатори беруть на себе всі гідності та резервні повноваження глави держави. Дама Сінді Кіро вступила на посаду 21 жовтня 2021 року, після закінчення терміну повноважень дами Петсі Редді 28 вересня 2021 року.

## Суб'єкти в Королівстві

### Острови Кука та Ніуе
1. Нова Зеландія
2. Ніуе
3. Острови Кука

Асоційовані держави щодо Нової Зеландії:

І Острови Кука, і Ніуе є самоврядними державами у вільній асоціації з Новою Зеландією. Деталі їхньої організації вільної асоціації містяться в кількох документах, таких як їхні відповідні конституції, обмін листами між урядами Нової Зеландії та Островів Кука 1983 року та Спільна декларація сторіччя 2001 року. Таким чином, парламент Нової Зеландії не уповноважений в односторонньому порядку приймати закони щодо цих держав. У питаннях закордонних справ і оборони Нова Зеландія виступає від імені цих країн, але лише за їх порадою та згодою. Вони (наразі) не претендують на окремий суверенітет.
Оскільки генерал-губернатор проживає в Новій Зеландії, Конституція Островів Кука передбачає особливу посаду представника королеви. Призначена урядом Островів Кука, ця посада де-юре не підпорядковується генерал-губернатору і діє як місцевий представник королеви на праві Нової Зеландії. З 2013 року сер Том Марстерс є представником королеви на Островах Кука.
Згідно з Конституцією Ніуе 1974 року, генерал-губернатор Нової Зеландії виконує функції представника королеви та здійснює «виконавчу владу, надану Короні».
На Островах Кука та Ніуе верховний комісар Нової Зеландії є дипломатичним представником Нової Зеландії. Туй Дьюес є Верховним комісаром Нової Зеландії на Островах Кука, а Хелен Тунна — Верховним комісаром Нової Зеландії на Ніуе.
Незважаючи на тісні стосунки з Новою Зеландією, і Острови Кука, і Ніуе підтримують деякі дипломатичні відносини від свого імені. Обидві країни мають високі комісії в Новій Зеландії і мають новозеландських вищих комісарів, які проживають у своїх столицях. У практиці Співдружності верховні комісари представляють свої уряди, а не главу держави.

### Нова Зеландія
Нова Зеландія є суверенною державою. В Організації Об'єднаних Націй ця країна визначена в Генеральній Асамблеї просто як «Нова Зеландія», а не як Королівство Нової Зеландії.
Власне Нова Зеландія складається з таких груп островів:
- Північний острів, Південний острів, острів Стюарт і сусідні прибережні острови, такі як острови Соландер, всі входять до 16 регіонів Нової Зеландії;
- Острови Чатем на сході, що входять до території островів Чатем;
- Острови Кермадек та Острови Трьох Королів на півночі та Новозеландські Субантарктичні острови на півдні, усі вони знаходяться поза межами місцевих органів влади та населені лише невеликою кількістю дослідницького та охоронного персоналу;
- Територія Росса, яка є частиною Антарктиди, згідно з урядом Нової Зеландії, конституційно є частиною Нової Зеландії.[18] Однак претензії Нової Зеландії на цю частину Антарктиди визнають лише чотири інші країни.[19] Крім того, претензія Нової Зеландії на суверенітет регулюється Договором про Антарктику, який вона підписала в 1959 році.[20]

#### Токелау
Токелау має менший рівень самоврядування, ніж Острови Кука та Ніуе; вона рухається до статусу вільної асоціації. Представником Нової Зеландії в Токелау є адміністратор Токелау (з 2018 року Росс Ардерн), який має повноваження скасовувати правила, прийняті Генеральним фоно (парламентом). На референдумах, проведених у 2006 та 2007 роках Новою Зеландією на прохання Організації Об’єднаних Націй, жителі Токелау не змогли досягти більшості у дві третини, необхідної для створення системи управління з рівними повноваженнями, як на Островах Кука та Ніуе.

## Майбутнє
Опитування 2016 року показало, що 59% населення підтримують зміну системи правління Нової Зеландії з монархії на республіку з резидентом Нової Зеландії як главою держави. Якщо Нова Зеландія стане республікою, вона збереже території Росса та Токелау як залежні території, а Королівство Нової Зеландії продовжуватиме існувати без Нової Зеландії, залежності Росса та Токелау. Це не було б юридичною перешкодою для новозеландської республіки як такої, і як Острови Кука, так і Ніуе збережуть свою вільну асоціацію з Новою Зеландією. Права на проживання та громадянство, закріплені в законодавстві Нової Зеландії Законом про громадянство 1977 року, не зміняться.
Однак республіка Нової Зеландії представить питання про подальшу вірність Суверену Островам Кука та Ніуе. Таким чином, існує ряд варіантів майбутнього Королівства Нової Зеландії, якщо Нова Зеландія стане республікою з Островами Кука та Ніуе:
- залишаючись у вільній асоціації з Новою Зеландією, але зберігаючи королеву як главу держави;
- мати «республіканського» главу держави Нової Зеландії як главу держави і стати незалежними державами;
- мають власних глав держав, але зберігають статус вільної асоціації з Новою Зеландією.[24]